# Десногорское водохранилище
Десногорское водохранилище  — (водохранилище Смоленской АЭС) водохранилище в Европейской части России в Смоленской области. Высота над уровнем моря — 193 м. Объём воды — 0,32 км³.
Является прудом-охладителем Смоленской атомной электростанции. Русловое, построено на реке Десне.

## Общие сведения
Территориально расположено в Рославльском, Починковском и Ельнинском районах Смоленской области. Плотина находится в городе Десногорск.
Длина — 44 км, максимальная ширина — 3 км, площадь зеркала 44 км². Средняя глубина 7,6 м, наибольшая 22 м. Площадь водосбора 1250 км², протяжённость береговой линии 134 км. Наполнение было начато в 1979 году, закончено в 1984.
В составе гидроузла железобетонно-земляная дамба длиной 350 метров и высотой 17 метров по гребню, по дамбе организован автомобильный переход, водосброс осуществляется с высоты около 12 метров.